# Nurimanovskij rajon
Il Nurimanovskij rajon (in russo Нуримановский район?) è un municipal'nyj rajon della Repubblica della Baschiria, nella Russia europea.